# ТЗМ-Т
ТЗМ-Т (індекс ГБТУ — Об'єкт 563) — російська важка транспортно-заряджальна машина зі складу важкої вогнеметної системи ТОС-1А «Солнцепек». Створена на базі основного бойового танка Т-72А.

## Серійне виробництво
2009 року державне замовлення передбачало постачання щонайменше двох одиниць ТЗМ-Т у в/ч 91416. Вартість однієї одиниці ТЗМ-Т на 2009 рік становила 10 870 400 рублів.
2011 року Державне оборонне замовлення передбачало поставку до військ як мінімум трьох одиниць ТЗМ-Т. 2 одиниці належало поставити в селище Горний та 1 одиницю — в селище Роздольне Приморського краю. Вартість однієї одиниці ТЗМ-Т на 2011 рік становила 10 725 120 рублів 00 копійок.

## Опис конструкції

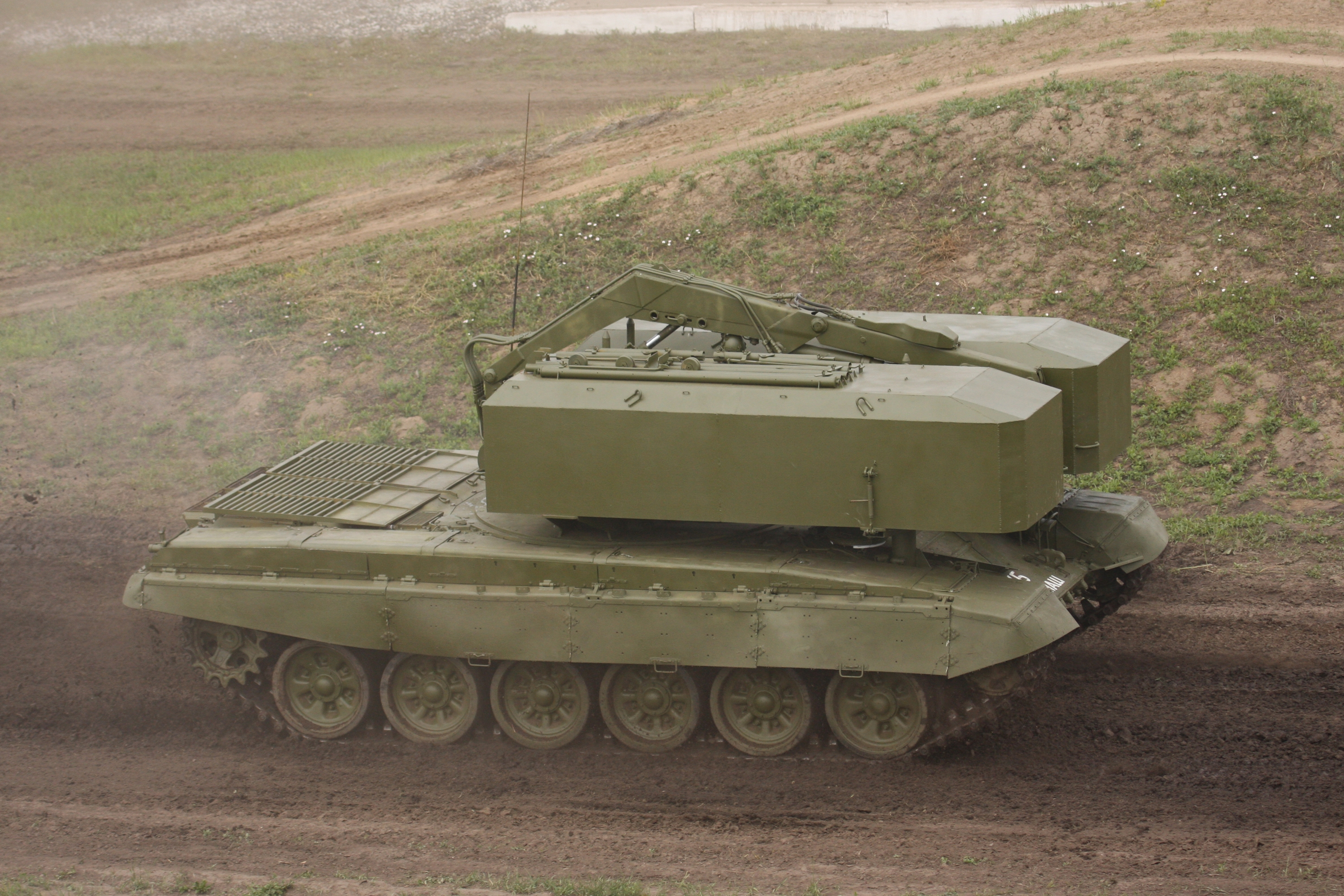
Вигляд справа-зверху

Основним завданням транспортно-заряджальної машини ТЗМ-Т є розряджання і заряджання бойової машини БМ-1, що входить до складу реактивної системи залпового вогню ТОС-1А «Солнцепек». Машина здатна транспортувати до 24 некерованих реактивних снарядів. Ракети у транспортному положенні закриваються спеціальним броньовим кожухом. Все обладнання машини розміщено на гусеничному броньованому шасі, створеному на базі основного бойового танка Т-72А. Екіпаж складається з 3 осіб: механік-водій, командир танка і оператор.

### Озброєння
Як основний засіб захисту у ТЗМ-Т є 5,45-мм кулемет РПКС-74. Возимий боєзапас становить 1440 набоїв. Також додатково в машині є :
1. 2 автомати АКС-74 з боєзапасом в 600 патронів;
2. 5 протитанкових гранат РПГ-26 «Аглень»;
3. 10 гранат Ф-1.

### Засоби зв'язку та спостереження
З приладів спостереження на ТЗМ-Т є:
1. чотири денні прилади спостереження ТНПО-160 із вбудованим регулятором температури;
2. два денні прилади спостереження ТНПА-65;
3. нічний перископічний прилад спостереження ТВНЕ-4Б;
4. денний прилад спостереження з обігрівом ТНПО-168В.

Зовнішній зв'язок здійснюється УКХ радіостанцією Р-163-50У, здатною працювати в діапазонах частот від 30025 до 79975 кГц на 10 заздалегідь підготовлених каналах. Радіус дії радіостанції становить близько 20 км. Внутрішній зв'язок між екіпажем здійснюється танковим переговорним пристроєм Р-174 на 3 абоненти.

### Двигун і трансмісія
За силову установку в ТЗМ-Т править дизельний двигун В-84МС виробництва Челябінського тракторного заводу. Максимальна потужність двигуна становить 840 к. с. за частоти 2000 об/хв. Трансмісія — механічна. Для запуску двигуна використовуються два види систем: повітряна та електрична. Як акумулятор використовуються 4 свинцево-кислотні акумуляторні батареї 6СТЕН-140М загальною ємністю 280 Аг.

### Спеціальне обладнання
Транспортно-зарядна машина ТЗМ-Т має вбудоване обладнання бульдозерного типу для самоокопування. Є можливість роботи в умовах застосування хімічної та ядерної зброї, для цього в машині встановлено фільтровентиляційну установку, а також прилад радіо- та хімічної розвідки ГО-27. Для маскування машини на місцевості в ТЗМ-Т встановлено термічну димову апаратуру, спроможну створювати щільну непроглядну димову завісу. Довжина завіси — від 250 до 400 метрів..
Завантаження й розвантаження ракет і заряджання та розряджання бойової машини БМ-1 проводиться за допомогою спеціального крана-маніпулятора вантажопідйомністю 1 т. Управління краном ведеться дистанційно з допомогою гідравлічного приводу. Повний цикл заряджання/розряджання виконується за 24 хвилини. Гарантований ресурс крана становить 200 циклів. Кути повороту стріли крана становлять: ліворуч — 50°, праворуч — 210°.

## Зображення

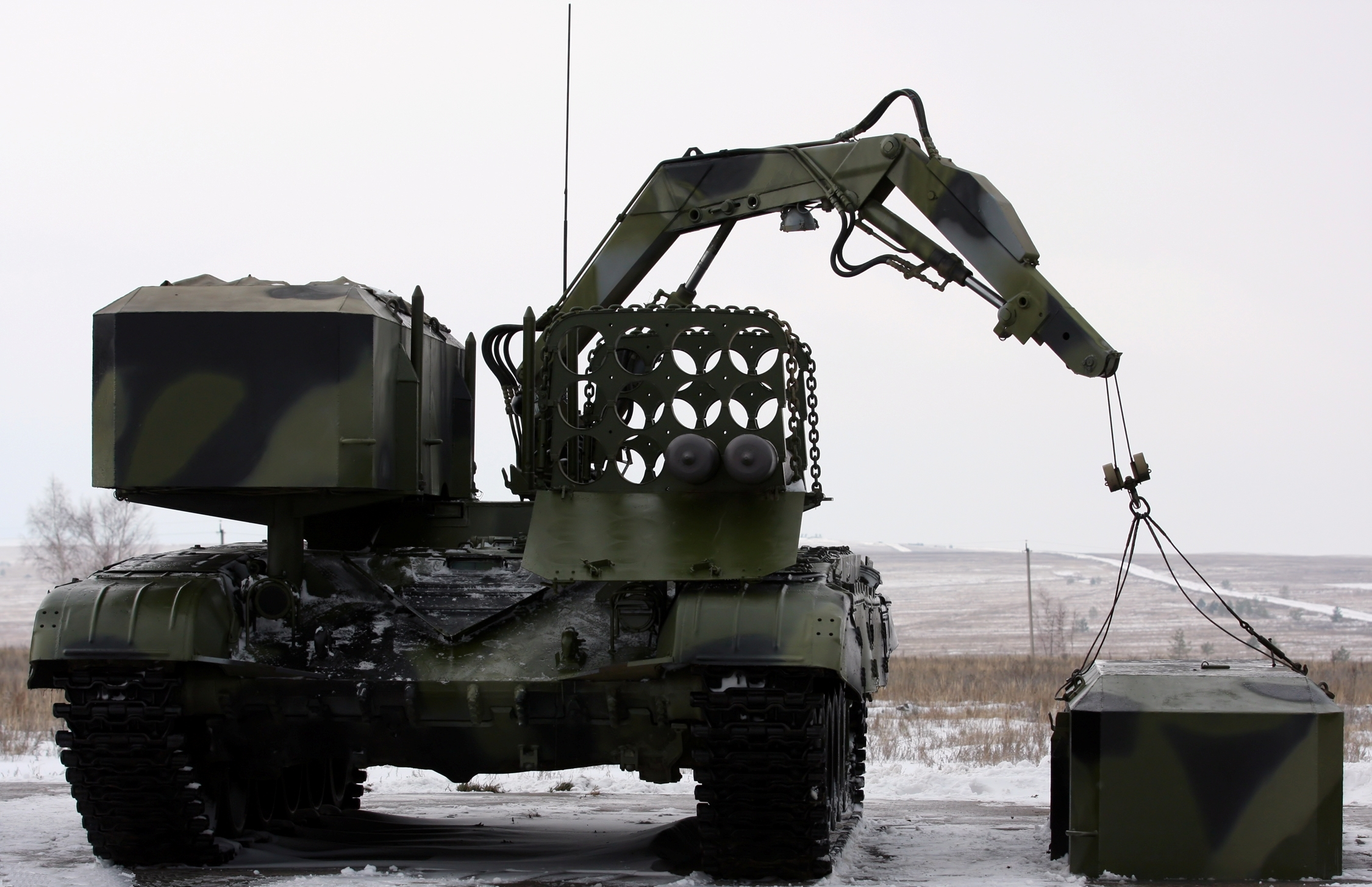
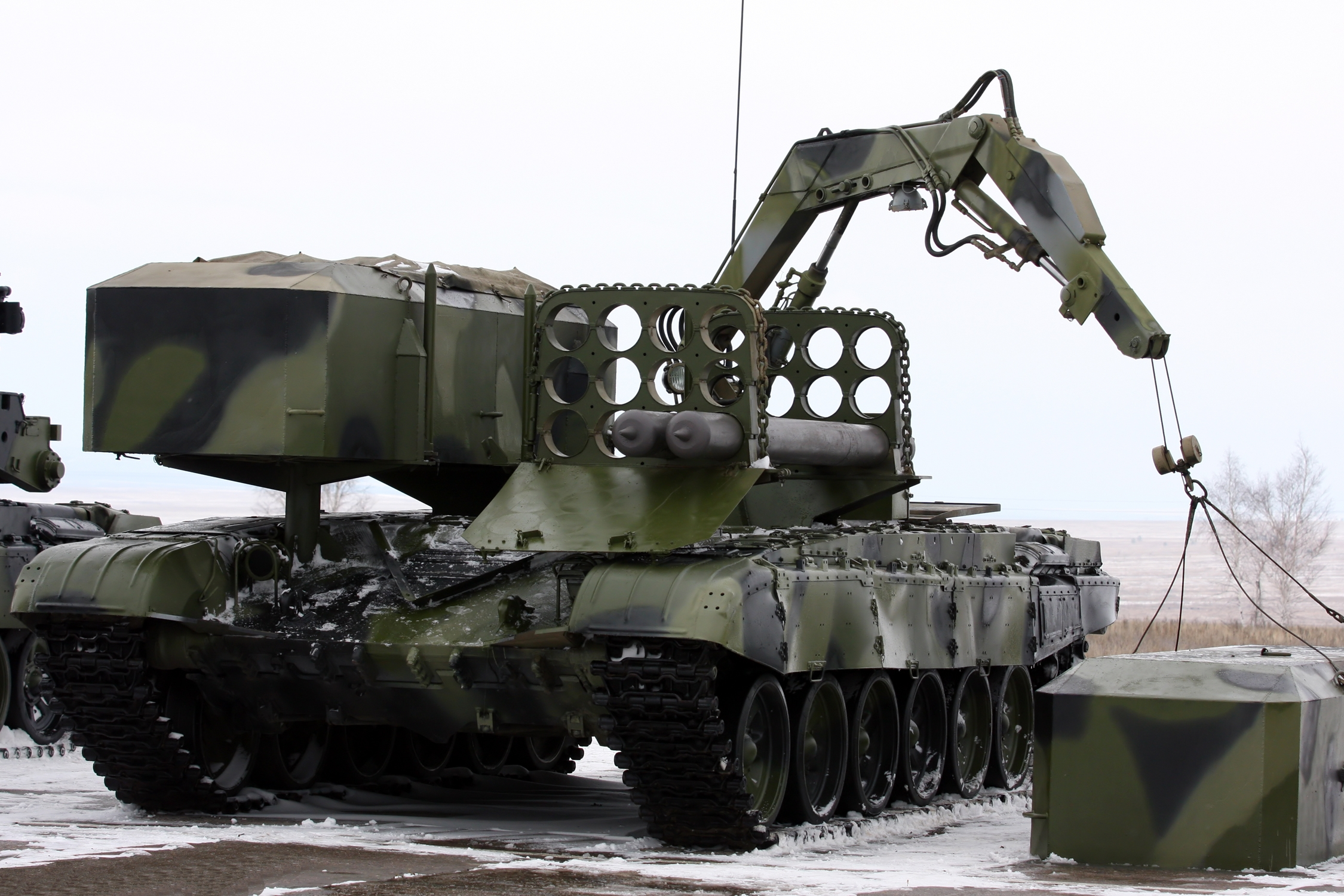
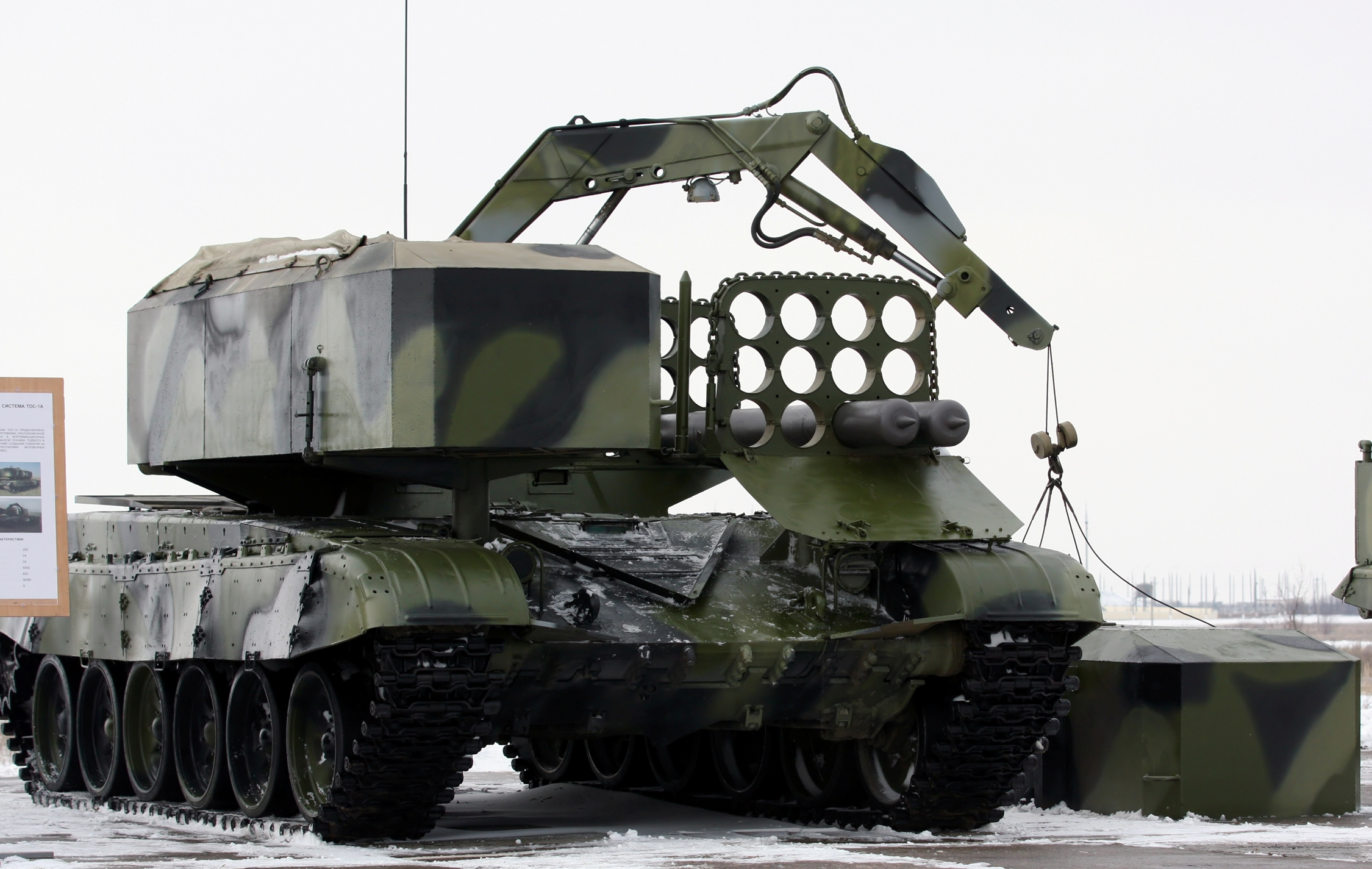
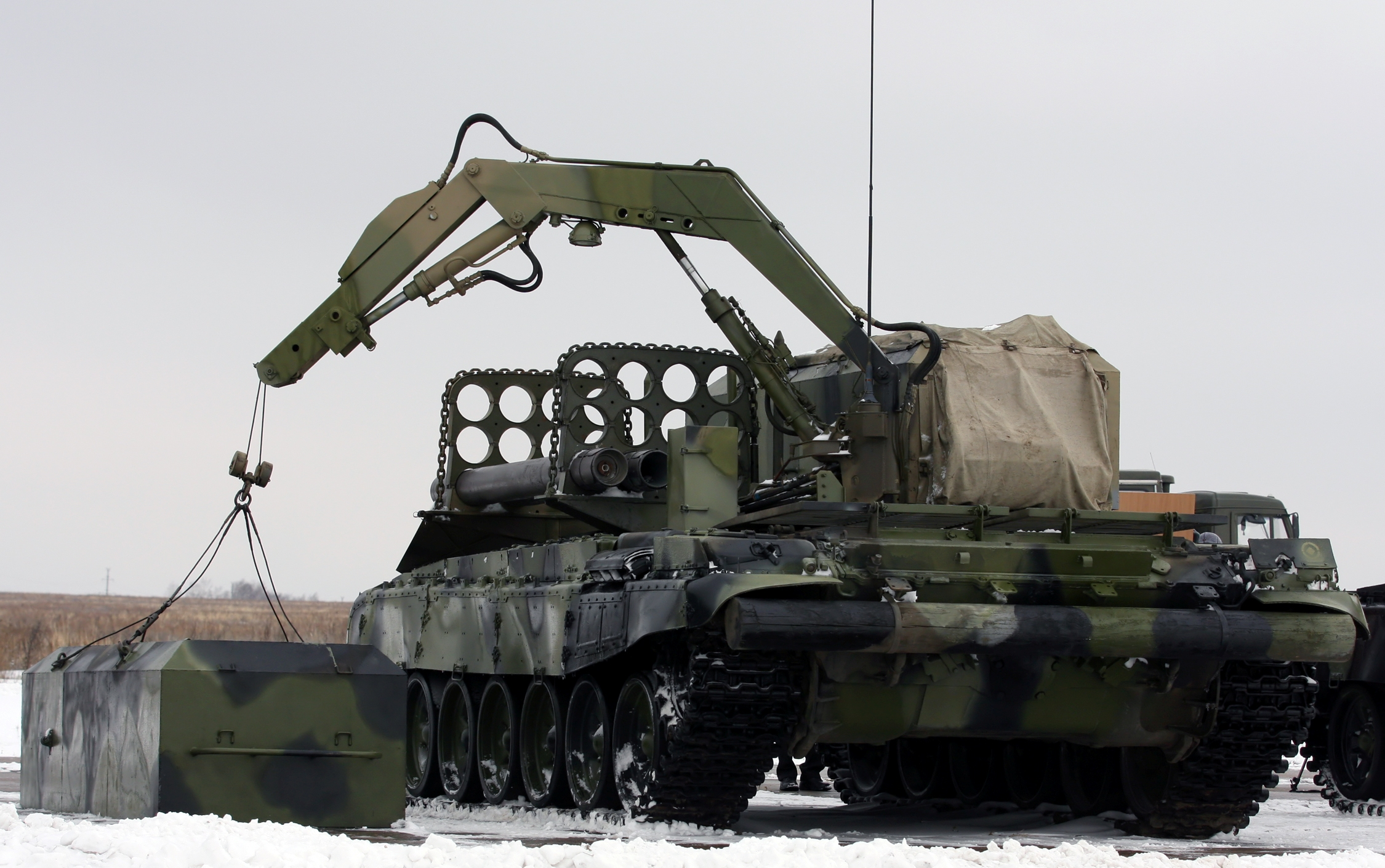
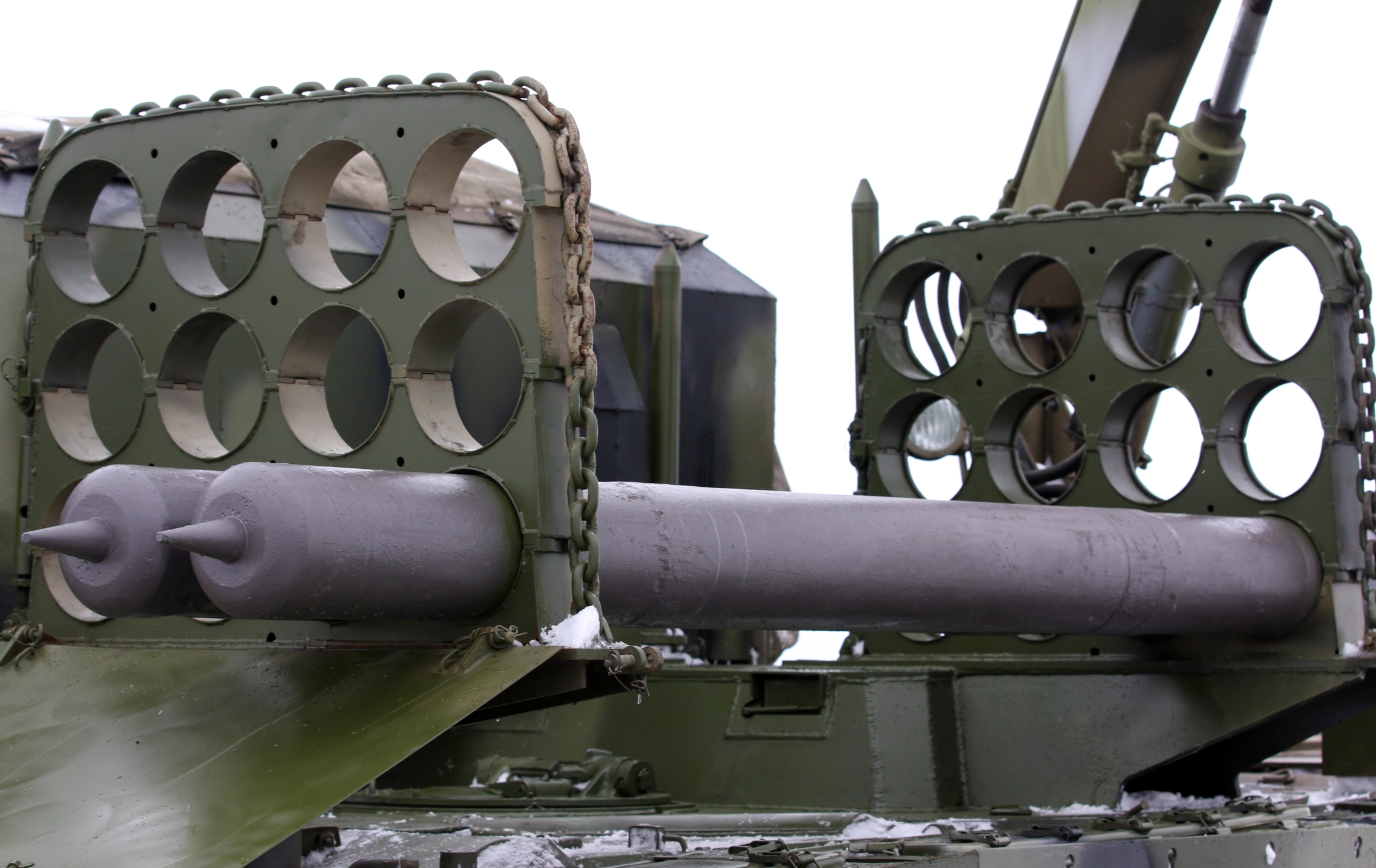
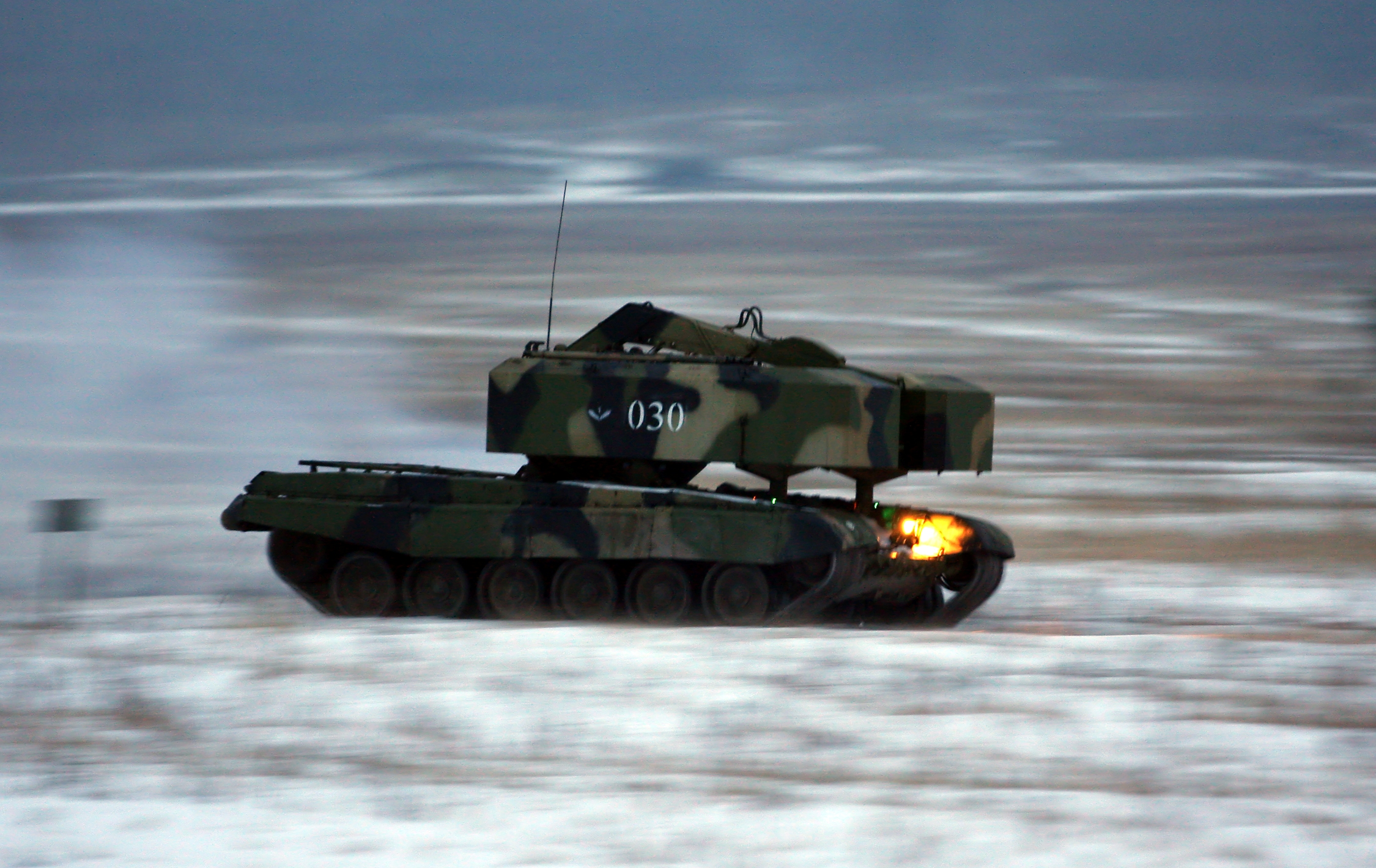